# 半环平盖鳗
半環平蓋蛇鰻，又稱半環蓋蛇鰻，俗名為海蛇，為輻鰭魚綱鰻鱺目的其中一種。

## 分布
本魚分布於印度太平洋區，包括南非、東非、日本、紅海、澳洲、夏威夷、印尼、菲律賓等海域。

## 深度
水深10至30公尺。

## 特徵
本魚體纖細，為體高之46至54倍，尾鰭末端為堅硬、或肉質之無鰭條尖銳突起。上唇邊緣無短鬚。背鰭、臀鰭終點不達尾鰭。體側有22至39個黑色或暗褐色的橫帶，但至腹側稍狹，因此左右側之帶往往在腹緣間斷，帶之寬度大於間隔。鋤骨無齒。體長可達80公分。

## 生態
為沙地底棲性魚類，喜穴居於砂泥底質的低潮區，漲潮時游到上面，以尾端鑽挖泥地，捕捉小甲殼類及軟體動物為食。

## 經濟利用
不具食用價值。